# Erie-tavi csata
Az Erie-tavi csata 1813. szeptember 10-én zajlott le az angol és az amerikai haditengerészet között. Az amerikaiak, Oliver Hazard Perry vezérletével legyőzték az angolokat, és ezzel nagy lépést tettek a Nagy-tavak és környékük ellenőrzése felé.

## Előzmények
Az 1812-es brit–amerikai háború az amerikaiak június 18-ai hadüzenetével indult. Az Amerikai Egyesült Államok formálisan azért fordult Anglia ellen, mert a Bonaparte Napóleonnal szemben bevezetett blokád érintette az európai vizekre érkező amerikai kereskedelmi hajókat is. Az angolok a blokád megsértésének ürügyével 250 amerikai hajót foglaltak le, és több ezer matrózt soroztak be azokról a brit flottába. A fő ok azonban az volt, hogy az amerikaiak ki akarták szorítani a briteket a kanadai területekről.

## Előkészületek
Oliver Hazard Perry 1813 februárjában utasítást kapott, hogy csatlakozzon az Isaac Chauncey irányította egységhez az Ontario-tavi Sacket's Harborba. Ide március 3-án érkezett meg. Chauncey nem sokkal később az Erie-tóra küldte Perryt, ahol már készült egy kisebb flotta, hogy megütközzön az angolokkal, és átvegye az uralmat a terület felett.
A két fél között "verseny" folyt a hajók építésében. Az amerikai készülődést Perry, az angolt Robert Heriot Barclay kapitány irányította, aki együtt harcolt Horatio Nelson admirálissal a trafalgari csatában. Az egész nyár lázas munkával telt, és az ember- és anyaghiány ellenére elkészült két brigg, a USS Lawrence és a USS Niagara, valamint négy kisebb hajó. Ezekhez továbbiak csatlakoztak Buffalóból.
Mivel az Erie-tónál nem volt elég szakember, több hajóépítő, kovács és egyéb mester Pittsburgh-ből és Philadelphiából érkezett. A szükséges alapanyagok jelentős részét is távolról szállították az építés helyszínére, az ágyúkat egyenesen Washingtonból hozták. Az építést kezdetben egy helyi mester, Daniel Dobbins irányította, őt később Noah Brown, egy New York-i hajóépítő váltotta.
Perry önkénteseket toborzott a hajókra. A jelentkezők között sok volt a felszabadított rabszolga, valamint csatlakoztak helyi telepesek és katonák is. A nyár végén és az ősz elején Perry a legénységet gyakorlatoztatta.
Perry zászlóshajója a Lawrence volt, amelyet nem sokkal korábban egy csatában meghalt barátjáról, James Lawrence-ről nevezett el. Az árbócon Perry kék hadizászlója lobogott, amelyre Lawrence híres utolsó mondatát hímezték: Ne adjátok fel a hajót! Mivel az amerikai hajók veszélyeztették a Malden erőd ellátását, a briteknek vagy ki kellett üríteniük azt, vagy meg kellett ütközniük Perry flottájával.

## A csata
Szeptember 10-én hajnalban az amerikaiak meglátták a brit hajókat. Perry kilenc hajója megtámadta Barclay hat egységből álló raját az Ohióhoz tartozó Put-in-Baynél, a Rattlesnake Island közelében. A brit hajóknak 63 ágyújuk, az amerikaiaknak 44 lövegük volt. Ráadásul míg az angol ágyúk nagyjából egy mérföld távolságra tudták a lövedéket elrepíteni, addig az amerikai fegyverek lőtávolsága ennek fele volt. Igaz, fegyvereik nagyobb pusztításra voltak képesek, ha sikerült közel kerülniük az ellenséghez. Ezért Perry úgy döntött, hogy a lehető legközelebb hajózik az angolokhoz. Az amerikai hajóraj reggel hétkor bontott vitorlát: nyugat-délnyugati szél fújt, amely nem kedvezett nekik.
Az első sortüzet 11.45-kor a brit zászlóshajó, a Detroit adta le, de lövedékei nem találtak. A második sortűz már sikeresebb volt, a Lawrence találatot kapott. Az amerikai ágyúk túlnyomó többsége ekkor még nem tudott tüzelni, mert az ellenség túl távol volt. Perry utasította a messzebbre hordó lövegekkel felszerelt szkúnereket, hogy tüzeljenek. A Scorpionnak mindössze egy 24 fontos, az Arielnek pedig négy 12 fontos lövege volt. A Lawrence közben folyamatosan közeledett az ellenséghez, de végig tűz alatt volt. Eközben a gyengülő szélben a kisebb szkúnerek és szlúpok lemaradtak.

Közelharc

Negyed egykor az angol hajók a következő sorban álltak: Chippeway, Detroit, Hunter, Queen Charlotte, Lady Prevost, Little Belt. Az amerikaiak első sorában a Scorpion, az Ariel, a Lawrence és a Caledonia haladt. Mögöttük hajózott a Niagara, a Somers, a Porcupine, a Tigress és a Trippe. Mivel a Niagara lemaradt, Perry nehéz helyzetbe került: egyenesen rá zúdult a Detroit, a Hunter és a Queen Charlotte ágyútüze. A húszágyús Lawrence a találatoktól súlyosan megrongálódott, legénységének nyolcvan százaléka  meghalt vagy megsebesült. Mivel a Lawrence sorsa kétséges volt, Perry bevonta lobogóját, csónakba szállt, és átvitette magát a Niagarára.
Ezt követően Perry a Niagarával megtámadta az angol hajókat, és áttörte a vonalukat. A Niagara ágyútűzzel árasztotta el az angol vitorlásokat, és a Caledonia támogatásával nekirontott a brit zászlóshajónak. A támadásban az angol parancsnok, Barclay súlyosan megsérült, és a főtisztek is vagy meghaltak, vagy megsebesültek. Az angol hajóraj irányítását kevésbé képzett, alacsonyabb rangú tisztek vették át. A nagy füstben a két angol vezérhajó, a Detroit és a Queen Charlotte összeütközött, és ezzel az ütközetnek vége lett.
Az angolok megadták magukat a mindössze 27 éves Perrynek. Oliver Hazard Perry volt az első, aki egy teljes brit hajórajt úgy tudott legyőzni, hogy valamennyi saját egysége visszatért a kikötőbe. A győztes ütközet után Perryt kapitánnyá nevezték ki.
A csata után Perry levélben arról tájékoztatta William Henry Harrison tábornokot, hogy megütközött az ellenséggel, és két hajót, két brigget, két szkúnert és egy szlúpot zsákmányolt.